# Bokanićev obelisk u Trogiru
Bokanićev obelisk u Trogiru je spomen-stub sa piramidom na vrhu,iz 1600. godine, na jednom od trgova u istorijskom jezgru ovog dalmatinskog grada, u Republici Hrvatskoj.

## Položaj
Bokanićev obelisk nalazi se na jednom od trogirskih trgova, ispred velike palate Ćipiko, u sastavu niskog zida cimatorijuma (od italijanske reči cimitero), koji je ograđivao nekadašnje groblje uređeno još 1308. godine, na uzdignutom prostoru na zapadnoj strani Trogirske katedrale.

Prema navodima Ivana Lucića: 

## Istorija
Spomen-stub sa piramidom na vrhu nastao je tako što se njegovim postavljanjem želelo obeležiti uređenje gradskog trga dovršenog 1600. godine u vreme gradskog kneza Dominika Minija. Podignut je u spomen nove urbanističke regulacije proširene na prostor ispred katedrale svetog Lovre, na mestu na kome je srušena opštinska kuća u kojoj su se nalazili Fontik i skladište soli, ali i apoteka i gramatička škola.
Pretpostavlja se da je ovaj obelisk delo Trifuna Bokanića, arhitekta i vajara, koji je u tom istorijskom periodu, u doba kneza Domenica Minija (1598—1601), gradio zadnji sprat katedrale svetog Lovre u Trogiru, i koji je tokom svog kratkog života ostavio izuzetno bogat opus (zvonici i gradske lože Trogira i Hvara, oltari na ostrvu Hvaru i u Zadru...)

## Izgled
Spomen-stub je po obliku sličan obelisku, sa pločom na kojoj je natpis, koji ovako glasi u originalu: 
a ovako u prevodu Bratislava Lučine:
| „ | Brigom budnoga Filipa Pasqualiga, vrhovnog zapovjednika Dalmacije i čitava jadranskog zaljeva, kao i Dominika Minija, izvrsnoga kneza, ovaj trg je, uz nastojanje plemenitih muževa, od tijesnoga učinjen prostranijim godine Gospodnje 1600. | ” |

Iznad ovog natpisa su uklesan dva grba (na kojima su tragovi boja): 
- na levom — grb Filippa Pasqualiga,
- na desnom — grb kneza Domenica Minija.

Prema Ivanu Luciću, 
| „ | natpis koji se nalazi na podnožju guglie ili piramide (…nel pidestallo della Guglia o Pramide) odnosi se na proširenje trga koje je usledilo nakon rušenja zgrade čiji je donji deo služio za gramatičku školu, a gornji za apoteku i skladište soli. | ” |

Spomenik, je pravilnih proporcija, fine izrade, u obliku stuba sa ispupčenjima u kamenu na kome je postavljenja izdužena piramida položena na spljoštenim kuglama. Na završnom delu stuba „teče lezbijska kima s ovulusima”. Na vrhu piramide je kugla s metalnim šiljkom. Na piramidi, na strani prema trgu, bio je isklesan mali reljef sa krilatim lavom Svetog Marka koji se danas može videti samo na arhivskim fotografijama.
Ovaj maštoviti tip piramide (guglia), svojstven je mletačkoj manirističkoj arhitekturi, a pojavljuje se u Dalmaciji kao i u Trogiru na zvoniku Svetog Nikole, na preslici crkve Svih Svetih, u loži na Hvaru i na mandraču u luci, u Zadru na zgradi Velike straže...

## Spoljašnje veze
- Trogir kroz povijest: Bokanićev obelisk (jezik: hrvatski)